# William Brinkley

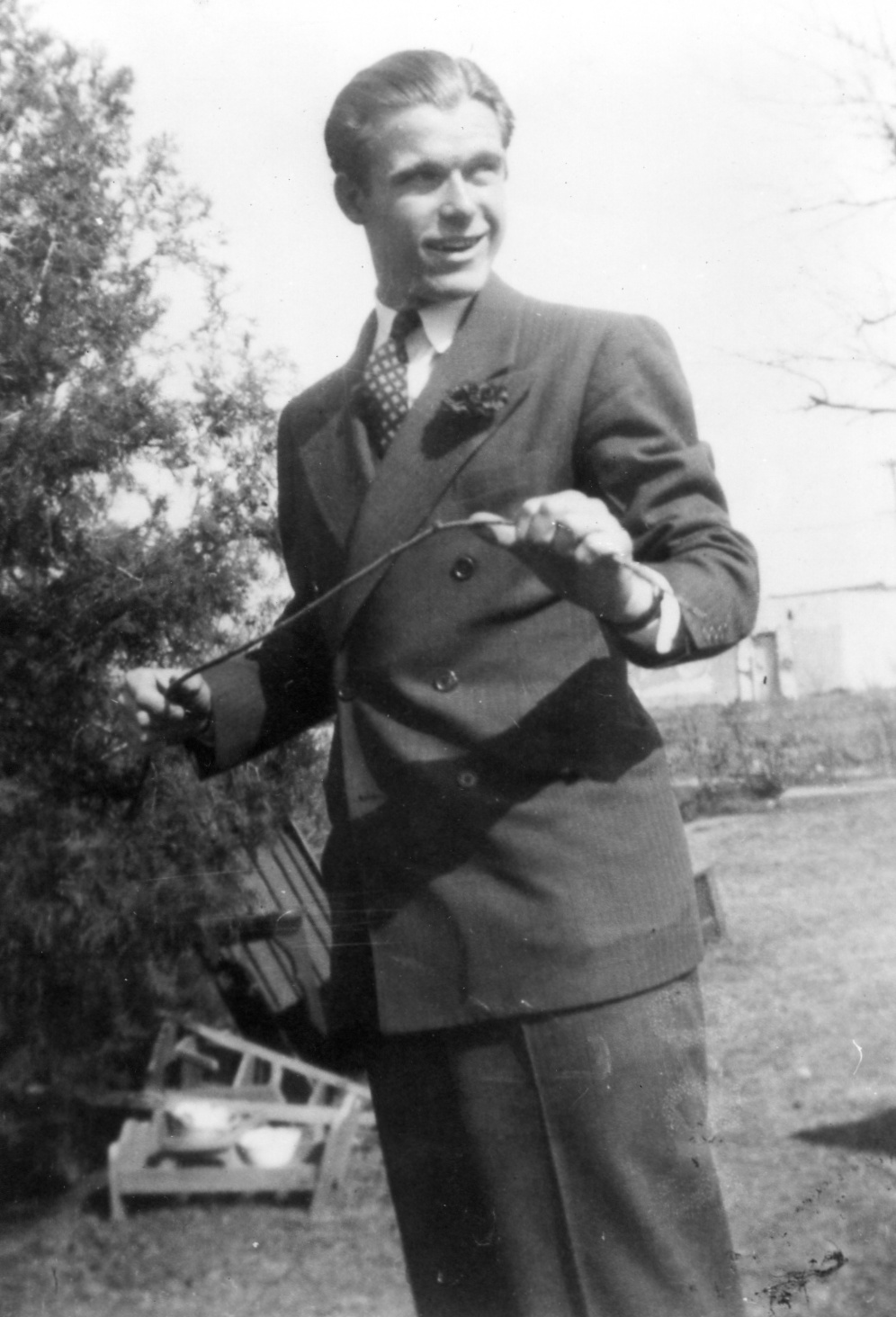
William Brinkley

William Clark „Bill“ Brinkley (* 10. September 1917 in Custer City, Oklahoma; † 22. November 1993 in McAllen, Texas) war ein US-amerikanischer Schriftsteller und Journalist. Bekanntheit erlangte Brinkley durch seinen Roman Wasser hat keine Balken (Don’t Go Near the Water) aus dem Jahr 1956, dessen Verfilmung unter dem Titel Geh nicht zu nah ans Wasser 1958 in die deutschsprachigen Kinos kam. Die ab 2014 ausgestrahlte Serie The Last Ship basiert lose auf seinem postapokalyptischen Roman The Last Ship aus dem Jahr 1988.

## Leben
William Brinkley wurde in Custer City, etwa 150 Kilometer westlich von Oklahoma City, als Sohn eines Pfarrers geboren. Das jüngste von fünf Kindern studierte an der University of Oklahoma und graduierte als Mitglied der studentischen Vereinigung Phi Beta Kappa im Jahr 1940.
Während des Zweiten Weltkriegs diente Brinkley als Offizier in der United States Navy. Seine Einsatzgebiete umfassten Europa und den Pazifik, wo er vorrangig für Presse- und Öffentlichkeitsarbeit eingesetzt wurde.
Nach seinem Studium arbeitete Brinkley als Journalist, unter anderem für die Tageszeitungen The Oklahoman, The Washington Post und das Life-Magazin. Er war bis zu seinem Tod Mitglied des National Press Club der Vereinigten Staaten.
Brinkley beging im Alter von 76 Jahren in seinem Haus in McAllen in der Nähe des Golf von Mexiko mit einer Überdosis Barbiturate Suizid, nachdem er zuvor mehrere Jahre an schweren Depressionen gelitten hatte. Er hinterließ seine Frau Jean Brinkley, seine Schwester Virginia McCabe, seinen Bruder Paul Brinkley und seinen Stiefsohn David Shelander, der im September 2013 starb.

## Bibliografie

### Romane
- 1948: Quicksand
- 1956: Wasser hat keine Balken (Don’t Go Near the Water)
- 1961: The Fun House
- 1962: The Two Susans
- 1966: Die 90 und 9: Eiscreme u. Torpedos (The Ninety and Nine)
- 1978: Breakpoint
- 1981: Peeper
- 1988: The Last Ship. Viking Press, New York 1988, ISBN 0-670-80981-0

### Sachbücher
- 1954: Die Flucht der Schwester Cäcilia (The Deliverance of Sister Cecelia)